# ARA Bahía Blanca (1888)
El ARA Bahía Blanca fue un aviso que sirvió en la Armada Argentina a fines del siglo XIX y comienzos del XX.

## Historia
Fue construido en el astillero Howald Werke de Alemania en 1888, como parte de un contrato por tres unidades que se completó con sus gemelos los avisos Golondrina y Gaviota, a un costo de 3000 libras por unidad. 
Se trataba de un buque de vapor con casco de hierro con 8 compartimientos, arboladura de dos palos (palo mayor y trinquete), un desplazamiento de 127 t, una eslora de 30.33 m, 5.43 m de manga, 3.89 m de puntal y un calado de 1.29/2.29 m. Era impulsado por dos máquinas Sistema Compound que le permitían alcanzar una velocidad máxima de sólo 10 nudos. Tenía una capacidad de 24 t de carbón.
No montaba artillería y era tripulado por entre 16 y 20 hombres.
En 1889 viajó al país en convoy con el Golondrina arribando en el primer semestre de ese año. Al mando del alférez de navío Nicolás Barbará fue incorporado a la escuadra con el nombre Bahía Blanca y pasó a esa ciudad, dependiendo de la Intendencia de la Armada primero y luego de la prefectura de Bahía Blanca como alojamiento de sus prácticos, al mando sucesivo de Barbará y a partir de 1890 del teniente de fragata Lorenzo Mascarello.
En 1893 pasó al puerto militar para cumplir tareas de balizamiento y como aviso al servicio de la escuadra de mar al mando del alférez de fragata Adrián del Busto. 
En 1895 realizó tareas hidrográficas con la corbeta Uruguay y reabasteció a los faros Banco Chico, San Antonio, Punta Médanos, Punta Mogotes y Bahía Blanca.
Regresó a la órbita de la prefectura de Bahía Blanca, siempre al mando del Busto hasta 1899, año en que permaneció al mando de los alférez de navío Abel Renard y de Barbará. En 1900 fue destinado al Ministerio de Marina para servir en el puerto de la ciudad de Buenos Aires al mando del teniente de fragata Pedro Padilla hasta 1907, cuando asumió el mando el alférez de fragata Ricardo Vago.
Participó con la 3° División Naval de las maniobras de 1909 y 1910 y en los festejos por el Centenario Argentino.
El 23 de abril de 1918 se adquirió un transporte de mar al que se bautizó Bahía Blanca, por lo que el 8 de agosto el aviso fue redenominado Ushuaia y destinado a servicios generales en los Talleres de Marina de Dársena Norte, operando como remolcador y enlace en el Río de la Plata.
En 1925 pasó a depender en forma conjunta de la Prefectura Marítima (como buque de servicio de prácticos) y del Arsenal Naval (como aviso) tripulado por personal civil de esta última repartición.
En 1926 volvió al servicio exclusivo del Arsenal como aviso. Al resolverse la construcción del transporte Ushuaia el 29 de agosto de 1938 y habiéndose radiado del servicio el vapor aviso Albatros, adoptó este nombre.
El Albatros actuó como guardacostas, buque de control sanitario y apoyo de prácticos en el Río de la Plata y en el río Paraná al servicio de la Prefectura General Marítima. El 8 de octubre de 1955 fue radiado del servicio activo.